# Klaus Nürnberger
Klaus Nürnberger (* 13. Juni 1939; † 30. April 2016) war ein deutscher Basketballtrainer und -funktionär.

## Laufbahn
Nürnberger gehört zu den Pionieren des Basketballsports in der Stadt Wolfenbüttel. Er beendete seine Spielerlaufbahn früh und wurde Trainer. Er war Inhaber des Trainerscheins des Deutschen Basketball Bundes (DBB) mit der Ausweisnummer 1. 1958 wurde er Trainer der Herrenmannschaft des MTV Wolfenbüttel in der seinerzeit höchsten deutschen Spielklasse, der Oberliga. 1963 gewann der MTV unter Nürnbergers Leitung die deutsche Jugendmeisterschaft, zu seinen Schützlingen in der Meistermannschaft zählten Jürgen Wohlers, Volkmar Knopke und Manfred Ammon. Mit der MTV-Herrenmannschaft zog Nürnberger 1966 in die neugeschaffene Basketball-Bundesliga ein und gehörte mit der Mannschaft dadurch zu den Gründungsmitgliedern der neu eingeführten höchsten deutschen Spielklasse. Er war auch Organisator der Mannschaft. 1972 wurde man DBB-Pokalsieger. Er war bis 1973 Trainer der Wolfenbütteler Männer und sollte das Basketball-Geschehen in Wolfenbüttel auch in den kommenden Jahrzehnten prägen. So war er unter anderem auch Trainer der MTV-Damenmannschaft, die er 1970 in die Bundesliga führte und in der auch seine Ehefrau Rita († 2021) spielte. 1981 führte er die B-Jugend des MTV, zu der auch sein Sohn Kai zählte, zur deutschen Vizemeisterschaft. Ende November 1982 übernahm er nach der Entlassung des US-Amerikaners Harry Pappas wieder das Traineramt bei den Wolfenbütteler Bundesliga-Herren.
Von 1970 bis 1973 war Nürnberger, der beruflich als Steuerberater tätig war, Kassenprüfer beim Deutschen Basketball Bund, zwischen 1976 und 1982 hatte er beim DBB das Amt des Vizepräsidenten für Finanzen inne. Er war ebenfalls Basketball-Schiedsrichter. 2003 wurde Nürnberger vom DBB für seine Verdienste um den deutschen Basketball mit der Ehrennadel in Gold ausgezeichnet. 1970 erhielt er die silberne Ehrennadel des Niedersächsischen Basketballverbandes.
Sein Sohn Kai wurde 1993 mit der deutschen Nationalmannschaft Europameister. Der zweite Sohn Jörg spielte für Wolfenbüttel in der 2. Bundesliga, die Töchter Claudia und Ina spielten ebenfalls Basketball.